# 曼熱羅克斯科耶湖

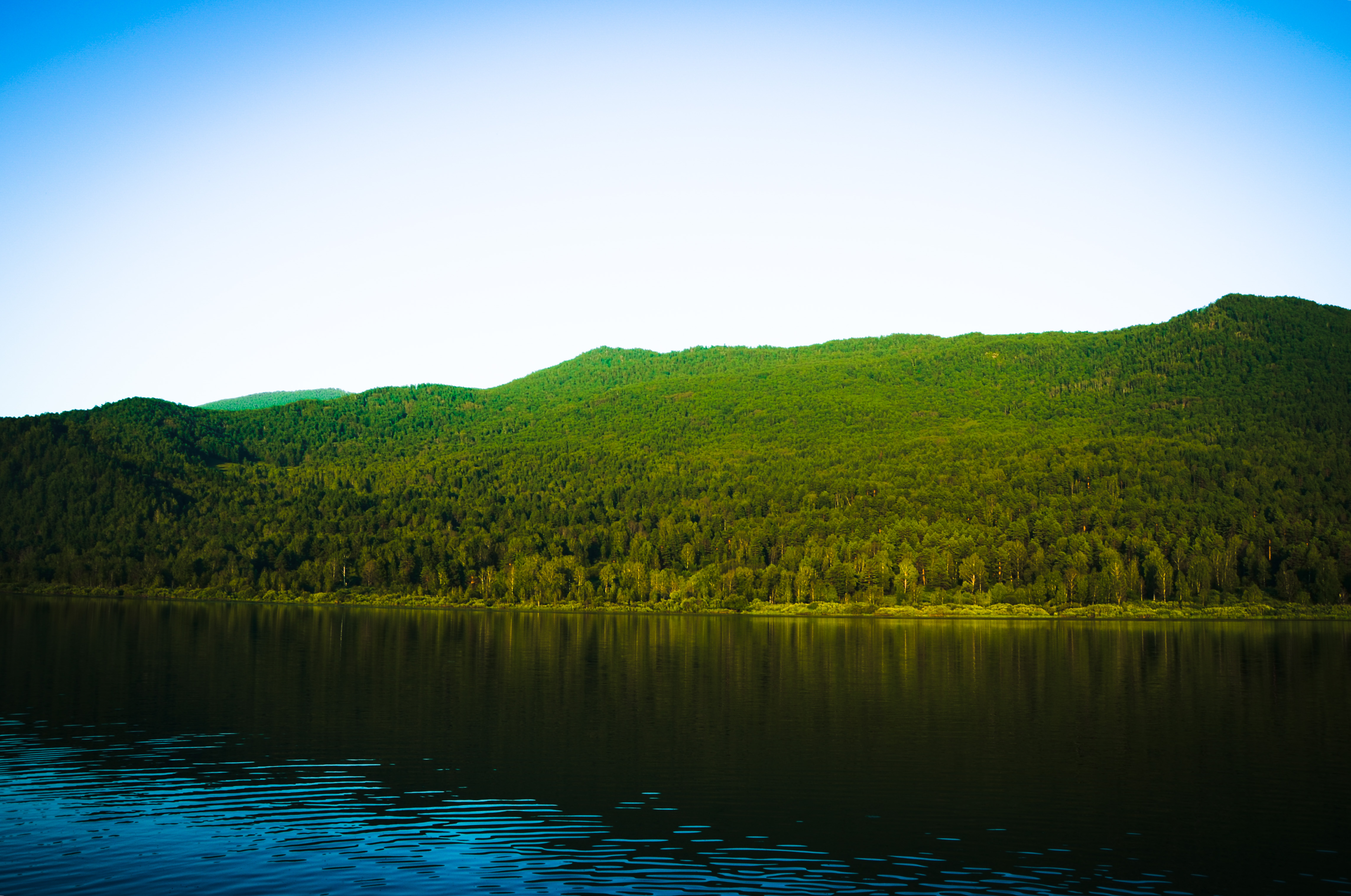

51°49′18″N 85°48′42″E / 51.8217°N 85.8117°E
曼熱羅克斯科耶湖（俄语：Манжерокское озеро），是俄羅斯的湖泊，位於該國南部，由阿爾泰共和國負責管轄，長1.1公里、寬0.4公里，面積0.37平方公里，海拔高度373米，湖水來自河水、降水和地下水。